# Jardin botanique du Tourmalet

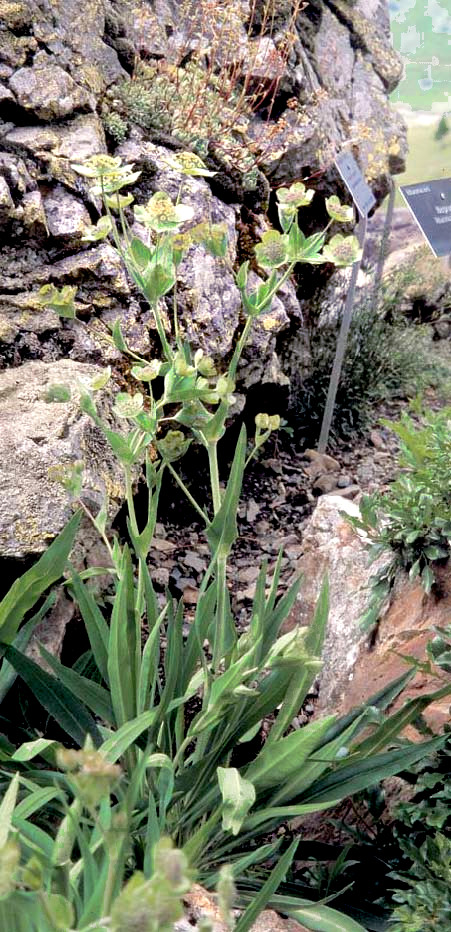
Buplèvre des Pyrénées (Bupleurum angulosum) au jardin botanique du Tourmalet

Le jardin botanique du Tourmalet est un jardin botanique privé français situé sur la commune de Barèges, dans les Hautes-Pyrénées.
Créé en 1995 par Serge Rieudebat, sur une superficie de 2 ha au Pont de la Gaube, au pied de la route vers le col du Tourmalet, le jardin présente 2 500 espèces de la flore sauvage des régions montagneuses, en particulier des Pyrénées, regroupées par biotope (pelouses, landes, forêts) et par altitude (étages montagnard, subalpin et alpin).
En juin 2011, le jardin qui connaît divers problèmes est mis en vente.
Finalement, le jardin est acheté par un paysagiste français Laurent Soler et en raison d'intempérie et du manque d’entretien il est totalement détruit et indiqué fermé en 2016.